# Pawel Genrichowitsch Antow
Pawel Genrichowitsch Antow (russisch Павел Генрихович Антов; * 22. Dezember 1957 in Woskressensk, Oblast Moskau; † 24. Dezember 2022 in Rayagada, Bundesstaat Odisha, Indien) war ein russischer Oligarch, der sein Vermögen als Wurstfabrikant erwarb. Er war auch Regionalpolitiker in der Oblast Wladimir. Er starb nach einem Sturz aus dem dritten Stockwerk eines Hotels.

## Leben
Antow studierte Medizin an der Militärmedizinischen Akademie S. M. Kirow in Leningrad. 1985 übersiedelte er nach Wladimir und arbeitete dort als Psychiater. Er heiratete, bekam eine Tochter und engagierte sich in der lokalen Politik. Nach dem Zerfall der Sowjetunion wurde die Klinik, in der er arbeitete, geschlossen. Im Jahr 2000 gründete er das Fleischverarbeitungsunternehmen Wladimir Standard.
Antow wurde schließlich einer der reichsten Politiker Russlands. Er lag laut Forbes im Jahr 2019 mit einem Einkommen von 9,97 Milliarden Rubel (umgerechnet rund 137 Millionen Euro) auf dem ersten Platz in der Rangliste der reichsten Beamten und Abgeordneten Russlands.
Antow gehörte der Partei Einiges Russland an und war für diese ab September 2018 Mitglied der Gesetzgebenden Versammlung der Oblast Wladimir. Dort war er Vorsitzender des Ausschusses für Agrarpolitik, Naturmanagement und Ökologie.

## Tod
Antow starb am 24. Dezember 2022 bei einem Aufenthalt in Indien nach einem Sturz aus dem dritten Stockwerk eines Hotels. Zwei Tage zuvor war bereits sein Freund und Reisegefährte Wladimir Bydanow überraschend im selben Hotel an einem Herzinfarkt gestorben. Seit Beginn des russischen Überfalls auf die Ukraine waren mehrere russische Oligarchen und hochrangige Funktionäre des Regimes auf ungewöhnliche Weise ums Leben gekommen. Sein Tod wird damit in Verbindung gebracht, dass er den Überfall in sozialen Medien als Terror bezeichnet hatte.